# 築羽村
築羽村（つくばむら）は、かつて愛知県東加茂郡にあった村。
現在の豊田市旭地区の槇本町・惣田町・小畑町・伊熊町・伯母沢町・旭八幡町・坪崎町・日下部町にあたる。
村名は、この地域にツクバネが繁茂することに由来するという。

## 歴史

### 年表
- 1878年（明治11年）
  - 下伊熊村、上伊熊村が合併し、伊熊村となる[2]。
  - 岡村、高蔵村が合併し、八幡村となる[2]。
- 1889年（明治22年）10月1日 - 町村制施行に伴い、槙本村、惣田村、小畑村、伊熊村、伯母沢村、八幡村、坪崎村、日下部村が合併し、築羽村が成立[1]。伊勢神村と組合を組織[3]。
- 1895年（明治28年）3月1日 - 伊勢神村との組合を解除[2]。
- 1906年（明治39年）5月1日 - 築羽村は野見村、介木村、生駒村と合併し、旭村が成立[4]。

## 行政

### 役場
築羽村伊勢神村組合役場は築羽村大字槙本に置かれた。組合の解除後、築羽村役場の位置は大字槙本に定められた。

## 教育
- 築羽尋常高等小学校（後の豊田市立築羽小学校、2012年廃校）